# Javier Muñoz (actor)
|  | «Javier Muñoz» redirigeix aquí. Vegeu-ne altres significats a «Javier Muñoz (desambiguació)». |

Javier Muñoz (Nova York, 27 de novembre de 1975) és un actor estatunidenc que va interpretar el paper d'Usnavi en el musical de Broadway In the Heights i el paper protagonista en el musical Hamilton.

## Primers anys i educació
Muñoz, fill d'una família porto-riquenya, va néixer al districte de Brooklyn de Nova York. Va estudiar a l'institut Edward R. Murrow de Brooklyn, on va participar en el club de teatre. Va obtenir un Bachelor of Fine Arts per la Universitat de Nova York i va formar part del programa d'actuació de PAC 21.

## Carrera
Els primers papers de Muñoz van incloure Ziad, el «millor amic» de Kari Floren a The Porch al teatre Altered Stages a Nova York, i papers en altres produccions fora de Broadway. Va actuar al musical d'off-Broadway, All is Love, i va abandonar el teatre per treballar a temps complet com a gerent del restaurant 441/2 a Hell's Kitchen, moment en què es va presentar al càsting d'In the Heights. Va obtenir un paper en l'obra que va ser descartat durant els assajos, però es va quedar com a membre del repartiment.
El 16 de febrer de 2009 Muñoz va aconseguir fer el protagonista d'Usnavi en l'elenc de Broadway d'In the Heights. Muñoz també va interpretar Usnavi en la gira nacional.
El 2015 va començar a actuar com a suplent per al paper d'Alexander Hamilton a la producció de Broadway Hamilton. La primavera de 2016 va cobrir el paper originat per a Lin-Manuel Miranda tots els diumenges i els dies de setmana cada vegada que Miranda necessitava ser en un altre lloc. Va fer el paper de Hamilton la nit en què el president Obama va dur la seva família a veure l'espectacle.
L'11 de juliol de 2016 Muñoz va rebre el paper protagonista d'Alexander Hamilton a Hamilton.

## Vida personal
Muñoz és un supervivent de càncer i viu amb VIH des de 2002. És obertament gai.